# Adaptări ale alfabetului grec
Adaptări ale alfabetului grec sunt diverse utilizări ale acestuia în diferite domenii. De exemplu, acestea se folosesc în astronomie pentru a desemna stelele. Alte domenii în care se utilizează alfabetul grec:

## În matematică
- Unghiurile sunt notate cu α (alpha mic) sau θ (theta mic);
- Litera Δ (delta mare) este folosit pentru a desemna un interval;
- Litera ε (epsilon mic) este folosită pentru a desemna valorile infinitezimale;
- Litera π (pi mic) este utilizată pentru a desemna circumferința unui cerc cu raza egală cu o unitate (aproximativ 3,1415926536);
- Litera ρ (rho mic) este folosită pentru a indica curbele polare;
- Litera Σ (sigma mare) este utilizată pentru a desemna o sumă de elemente.

## În fizică
- Diferitele tipuri de radiație emisă de materialele radioactive sunt notate respectiv α, β și γ;
- Litera μ (mu mic) este simbolul pentru prefixul SI micro care reprezintă o milionime dintr-o unitate;
- Litera ρ (rho mic) este folosită  pentru densitate;
- Litera χ (khi mic) este utilizată pentru a desemna un coeficient de compresibilitate (termodinamică și unde);
- Litera Ψ (psi mare) este folosită în mecanica cuantică pentru a nota funcția de undă;
- Litera ω (oméga mic) desemnează viteza unghiulară (pulsația);
- Litera Ω (oméga mare) este simbolul pentru o unitate în SI a rezistenței electrice, ohmul.